# Herbert Chapman
Herbert Chapman, född 19 januari 1878 i Kiveton Park, Yorkshire, död 6 januari 1934, var en engelsk fotbollstränare och -spelare.
Chapman är ansedd som en av de största tränarna i England. Han revolutionerade managerns roll genom att kräva att han själv skulle ha ansvaret för laguttagningar och taktik, utan inblandning från styrelsemedlemmar. Han kom att lägga grunden för såväl Huddersfield Towns framgångar under 1920-talet som för Arsenals dominans under 1930-talet. Chapman ses som en föregångare till senare tiders storheter, såsom Matt Busby, Bill Shankly och Alex Ferguson.
Innan Chapman blev tränare, hade han en mindre glamorus karriär som spelare. Han spelade i ett flertal amatörklubbar innan han blev professionell i Northampton Town 1901. Han kom senare att spela i bland annat Sheffield United och Tottenham Hotspur. 1907 återvände han till Northampton som spelande tränare, och två år senare ledde han laget till seger i Southern League.
1912 kom Chapman till Leeds City – föregångaren till Leeds United. Han argumenterade framgångsrikt för att Leeds skulle beviljas återinträde till The Football League. Detta tvingades han göra på grund av att klubben säsongen 1911/12 hade slutat näst sist i division två. Chapmans mål var att föra upp klubben i division ett, och för att lyckas med detta, värvade han flera spelare av hög klass, däribland den irländske landslagsmålvakten Billy Scott från Everton och den skotske landslagsbacken George Law.
Under Chapmans första säsong i Leeds, 1912/13, varvade laget segrar med storförluster, och man slutade till sist på sjätte plats i division två. Spelet lockade dock publiken tillbaka till Elland Road. Publiksnittet ökade från 8 000 till 13 000, vilket gjorde att den ekonomiskt hårt ansatta klubben kunde göra en liten vinst. Följande säsong kom Leeds City på fjärde plats, vilket skulle visa sig bli den bästa placering klubben mäktade med under Chapmans ledning. Klubben hade ändå förbättrat sig med Chapman som manager, och en del av framgångarna kunde tillskrivas de nymodigheter han införde: han höll bland annat regelbundna möten med spelarna där man diskuterade taktik, och som avbrott i den vanliga träningen lät han spelarna gå en runda golf varje vecka.
Sista säsongen innan första världskriget bröt ut, 1914/15, slutade Leeds på femtonde plats, vilket var en stor missräkning. Efter kriget kom det fram uppgifter om att klubben skulle ha betalat ut löner till gästspelare under kriget på ett regelvidrigt sätt. På grund av detta upplöstes Leeds City 1919, och ombildades så småningom som Leeds United. Chapman blev avstängd, men han ansåg sig vara oskyldig, då han hävdade att han inte varit inblandad i löneutbetalningarna. Under avstängningen arbetade Chapman som arbetsledare på en olje- och koksfirma i Selby.
Avstängningen upphävdes, och i september 1920 tog Chapman över som manager i Huddersfield Town. Chapman gjorde Huddersfield till den mest framgångsrika klubben i mitten av 1920-talet. 1922 ledde han laget till seger i FA-cupen och året efter kom man på tredje plats i ligan. Huddersfield kom sedan att bli engelska mästare tre år i rad, men efter den andra titeln, 1925, lämnade Chapman överraskande klubben för att ta över Arsenal – överraskande på grund av att Arsenal hade slutat på tjugonde plats och precis undvikit nedflyttning till division två. Att Arsenal slutade på andra plats i ligan, fem poäng efter Huddersfield, under Chapmans första säsong i klubben var knappast någon slump.
1925 hade offsideregeln ändrats så att det nu bara behövdes två spelare, mot tidigare tre, mellan en anfallare och motståndarnas mållinje när en passning slogs. Därför föreslog en av Arsenals anfallare, Charlie Buchan, att centerhalven skulle flyttas ner till försvaret. Chapman var till en början skeptisk, men efter en 7–0-förlust mot Newcastle i oktober 1925 gick han med på att ändra taktiken. Man flyttade ner centerhalven till försvaret, och för att täppa till luckan på mittfältet flyttade man ner en av inrarna, som fick rollen som speluppläggare. Två dagar efter matchen mot Newcastle besegrade man West Ham med 4–0, men det skulle dröja några år innan Arsenal vann sin första stora titel.
1927 ledde Chapman Arsenal till dess första FA-cupfinal, där det dock blev förlust mot Cardiff City. Under de här åren värvade Chapman flera spelare som kom att bli stöttepelare under 1930-talet, bland andra Cliff Bastin, David Jack, Alex James och Eddie Hapgood. Jack, som kom att stå för de flesta målen tillsammans med Bastin, köptes från Bolton Wanderers för 10 890 pund, vilket då var den högsta övergångssumman någonsin. James värvades från Preston för 9 000 pund och fick rollen som speluppläggare. 1930 vann Arsenal FA-cupen för första gången. Symboliskt nog var det Chapmans gamla klubb Huddersfield som fick se sig besegrade på Wembley Stadium med 2–0.
Året efter tog Arsenal sin första ligatitel. Arsenal vann ytterligare fyra ligatitlar under 1930-talet – 1933, 34, 35 och 38 – samt FA-cupen 1936. Chapman skulle dock bara få uppleva seriesegern 1933. I januari 1934 gav han sig iväg för att se en reservlagsmatch, trots förkylning. Han drog på sig lunginflammation och avled tre dagar senare.
Förutom sina taktiska innovationer var Herbert Chapman även en föregångare när det gällde spelarnas fysiska hälsa genom att uppmuntra tränaren Tom Whittaker att utbilda sig till fysioterapeut. Han hade även många andra idéer: Chapman var förespråkare för elljusmatcher, vita fotbollar och numrerade tröjor. Hans idéer vann dock inte gehör direkt, och elljusmatcher kom inte att införas i England förrän tjugo år senare, medan numrerade tröjor infördes 1939. Chapman övertalade även myndigheterna att ändra namnet på tunnelbanestationen Gillespie Road till Arsenal. Dessutom införde han den klassiska Arsenaltröjan: röd tröja med vita ärmar.
I Arsenal Stadiums berömda marmorhall finns idag en byst av Herbert Chapman att beskåda.